# 禁卫军营耶稣圣心圣殿
禁卫军营耶稣圣心圣殿 (義大利語：Basilica del Sacro Cuore di Gesù al Castro Pretorio) 是一座罗马天主教本堂区圣堂、领衔堂区, 宗座圣殿，位于意大利首都罗马。
该堂由教廷建筑师孔特·弗朗切斯科·维斯皮尼亚尼（1842-1899年）建于1887年他还在阿文廷山上建造了安塞尔莫学院。 钟楼上的救主雕像立于1931年。该堂供奉耶稣圣心，由鮑思高慈幼會神父管理，毗邻一所工艺寄宿学校。

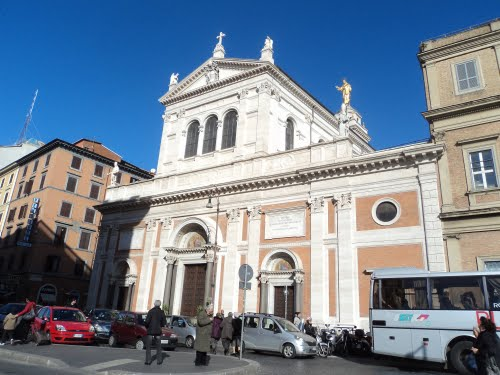
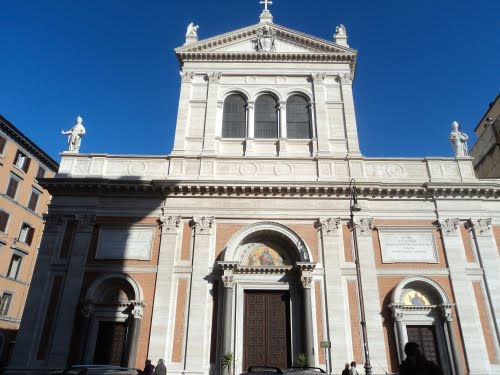
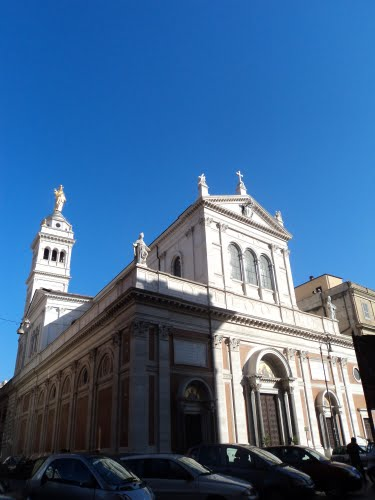
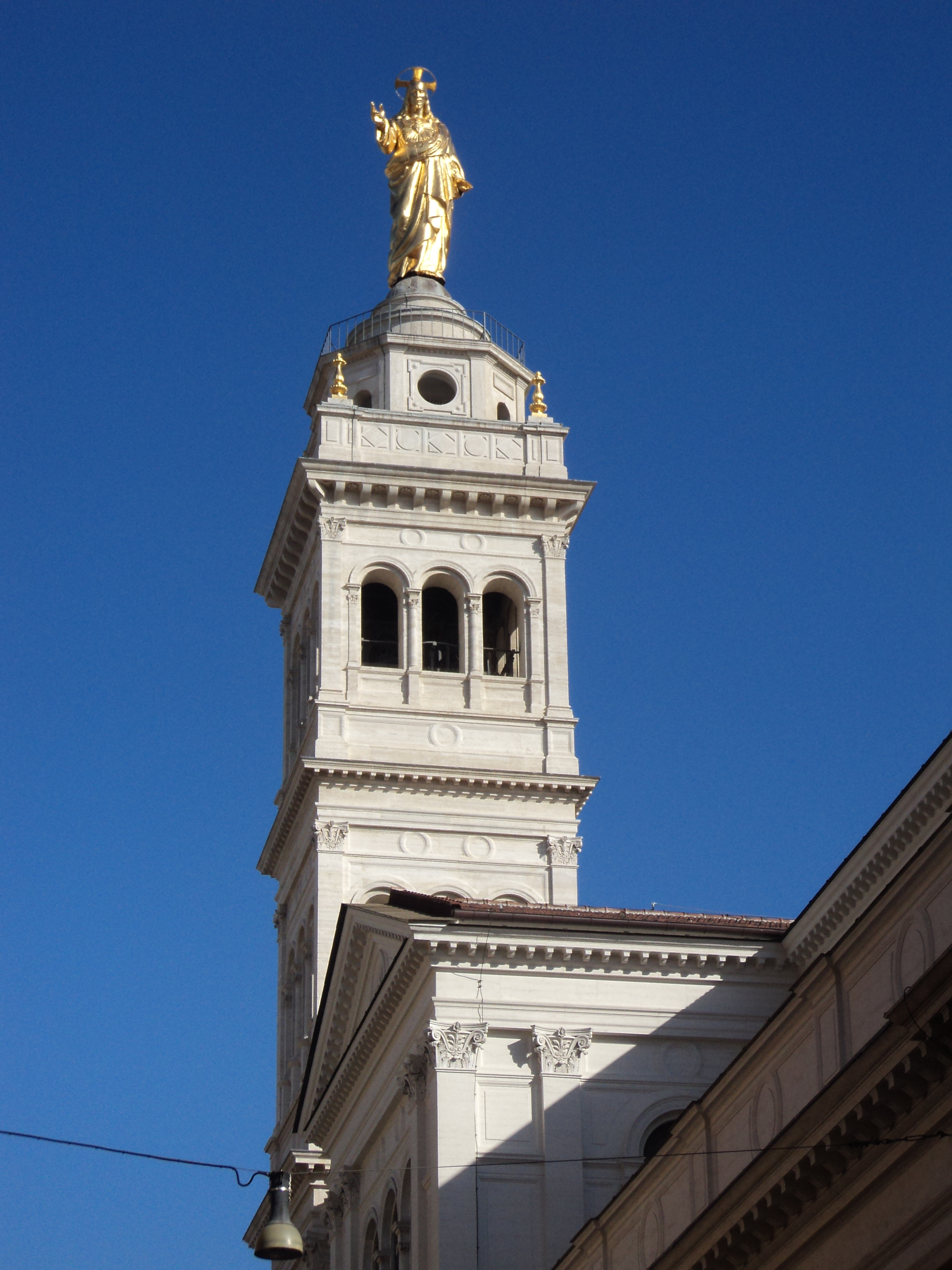

1921年，该堂升格为宗座圣殿。